# Mikhail Dovgalyuk
Mikhail Dzhavanchirovich Dovgalyuk (russo:  Михаил Джаванчирович Довгалюк; IPA: [mʲɪxɐˈiɫ dəvɡɐˈlʲuk]; Moscou, 3 de junho de 1995) é um nadador russo, medalhista olímpico.

## Carreira
Dovgalyuk conquistou a medalha de prata nos Jogos Olímpicos de Verão de 2020 em Tóquio, como representante do Comitê Olímpico Russo na prova de revezamento 4×200 m livre masculino, ao lado de Martin Malyutin, Ivan Girev, Evgeny Rylov, Aleksandr Krasnykh e Mikhail Vekovishchev, com a marca de 7:01.81.